# Ana Paula Lobato
Ana Paula Dias Lobato Nova Alves (Pinheiro, 11 de maio de 1984), é uma enfermeira, empresária e política brasileira, filiada ao Partido Socialista Brasileiro (PSB). Exerce o cargo de senadora da República pelo estado do Maranhão. Foi eleita como suplente de Flávio Dino e assumiu a titularidade do mandato após a renúncia de Dino, indicado para vaga no Supremo Tribunal Federal.
Anteriormente, Lobato foi vice-prefeita do município de Pinheiro (MA).

## Carreira política
Atualmente é senadora pelo estado do Maranhão, tendo assumido o cargo em 2 de fevereiro de 2023, em razão da indicação do titular, Flávio Dino (PSB), para o Ministério da Justiça e Segurança Pública (MJSP) do Governo Lula. Com a aprovação da indicação de Dino ao Supremo Tribunal Federal (STF), Lobato assumiu o cargo do ex-governador maranhense de forma definitiva, assim tendo de cumprir mandato até o ano de 2030.

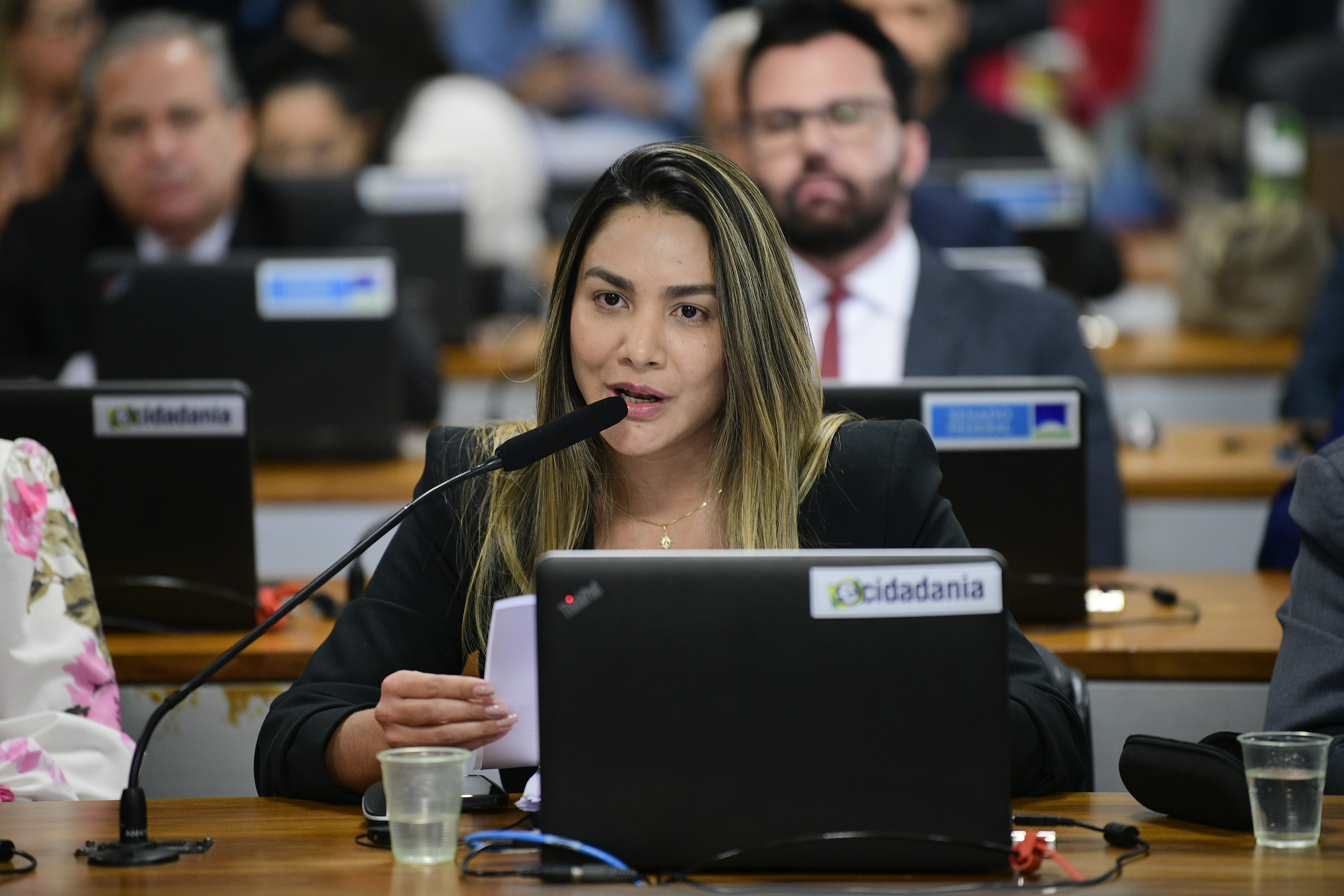
Senadora Ana Paula Lobato em audiência na Comissão de Segurança Pública do Senado Federal.

Em 2014, foi candidata a deputada estadual, e em 2016, ao cargo de vice-prefeita de Pinheiro, mas não foi eleita em ambas as disputas. Em 2021, quando era filiada ao PDT, foi eleita vice-prefeita de Pinheiro na chapa de Luciano Genésio (PP), assumindo o mandato de prefeita por pouco mais de um mês, durante o afastamento do titular pela Justiça.
Ana Paula é esposa de Othelino Neto, do PCdoB, deputado estadual e ex-presidente da Assembleia Legislativa do Maranhão.

## Desempenho eleitoral
| Ano  | Eleição               | Coligação | Partido | Candidata a                                       | Votos              | Resultado  |
| ---- | --------------------- | --- | ------- | ------------------------------------------------- | ------------------ | ---------- |
| 2014 | Estadual no Maranhão  | PP, PROS, SD e PPS | PPS     | Deputada estadual                                 | 29 (0,01%)         | Não eleita |
| 2016 | Municipal em Pinheiro | PCdoB, PDT, PSB, PTC, PR, DEM, PATRI, PRP, SD e PRB                                                                         | PDT     | Vice-prefeita Titular: Dr. Leonardo Sá (PCdoB)    | 6.530 (15,52%)     | Não eleita |
| 2020 | Municipal em Pinheiro | Republicanos, PP, PDT, PT, PSL, PSC, DEM, PTC, PSB e PCdoB                                                                  | PDT     | Vice-prefeita Titular: Luciano Genésio (PP)       | 24.236 (56,81%)    | Eleita     |
| 2022 | Estadual no Maranhão  | Para o Bem do Maranhão PSB, FE Brasil (PT, PCdoB, PV), Federação PSDB Cidadania (PSDB, Cidadania), MDB, Patriota, PP e PODE | PSB     | Senadora (1ª suplente) Titular: Flávio Dino (PSB) | 2.125.811 (62,41%) | Eleita     |